# オート＝アルプ県
オート＝アルプ県（オート＝アルプけん、仏: Hautes-Alpes、発音:[o.t̪(ə).z‿alp]）は、フランスのプロヴァンス＝アルプ＝コート・ダジュール地域圏の県。

## 歴史
フランス革命中の1790年3月4日に新たに設置された県である。かつてのドーフィネ南東部から形成されており、1811年には旧プロヴァンスのコミューンがいくつか編入された。
ワーテルローの戦いで第七次対仏大同盟が勝利したあと、1815年6月から1818年11月まで県はオーストリア軍とピエモンテ軍に占領されていた。
1947年2月10日に締結されたパリ条約によって、対イタリア国境の整理が行われ、タボール山とシャベルトン山が県に組み込まれた。
1942年11月から1943年9月まで、県はイタリアのファシスト政権に占領されていた。

## 地理
南アルプスに位置する県である。真に都市といえるコミューンは、ギャップ、ブリアンソン、アンブラン、ララーニュ＝モンテグラン、ヴェイヌしかない。
非常に山岳地帯が多い県で、県の平均標高はフランス国内で最も高い。県で最も標高の低いコミューンはリヴィエールで470mなのに対し、県で最も標高の高いビュエックは4102mである。また、道路のネットワークも標高が高く、平均で標高1000m以上である。国内で最も高い場所にあるタウンホールはサン＝ヴェランで、2042mである。ギャップは国内の県庁所在地として最も標高が高い。そしてブリアンソンはEU内で最も標高の高い都市となっている。
県内にはデュランス川、ドラク川、ビュエック川、クラレ川、ギル川、ギサヌ川など多くの河川がある。さらに、セール・ポンソン湖を含め、面積3000ヘクタールにおよぶ湖沼がある。
県には以下の自然区分上の地方が含まれている。:ブリアンソネ、ボシャーヌ、シャンソー、デヴォリュイ、ギャパンセ、ギュストロワ、ララニェ、ル・ケイラ、セロワ＝ロザネ、ヴェイノワ、ヴァルゴドマール、ペイ・デゼクランである。
一方で地中海性気候の影響を受けながらも、他方では海洋性の多少降雨の影響を受ける。年間300日以上晴天日があり、夏同様冬も観光が盛んな県である。

## 観光
観光業が経済で最も盛んな分野である。観光統計局の最新統計（2002年-2003年）によると、オート＝アルプ県における観光支出は931万ユーロにのぼった。同じ期間に企業が売上高として報告したのは2427万ユーロであった。これは上記の数字が企業の売上高の38.4%を占めたことを示す。
観光業における雇用が非常に重要で、雇用全体のうち15%が観光業からである。親しまれているのは冬のスキー・リゾートで、アルプス地方に250kmにわたって複数のコミューンに広がるセール・シュヴァリエといった広大なスキー場から、1つか2つのコミューンにまたがる中小規模のスキー場が複数ある。夏は山での余暇（ハイキング、乗馬、登山）が親しまれ、セール＝ポンソン湖や河川ではウォータースポーツが行われる。
エクラン山地はヴェルイーズ谷やル・ケイラと同様に国立自然公園や地域圏自然公園の地位を与えられて保護されている。ここでは高山、中山間の登山やハイキングが優先して行われている。
デュランス川と支流、その他の河川では、ラフティングやカヤック愛好家のため多くの機会が提供されている。
タラールやサン＝クレパンといったコミューンでは、グライダーやパラシューターのために飛行場が整備されている。
史跡として、モン＝ドーファンやブリアンソン、フォール・ケイラに残る要塞、ラルジャンティエール＝ラ＝ベセに残るヴァロン・デュ・フルネル銀鉱山跡がある。宗教的歴史文化財として、12世紀建立のノートルダム・ド・ボスコダン修道院、サンタンドレ・ド・ロザン修道院、ギャップにあるノートルダム・エ・サンタルヌー大聖堂、アンブランの旧ノートルダム聖堂がある。
人口全体調査によると、県内の利用可能な住宅のうち46.1%はセカンド・ハウス、別荘である。

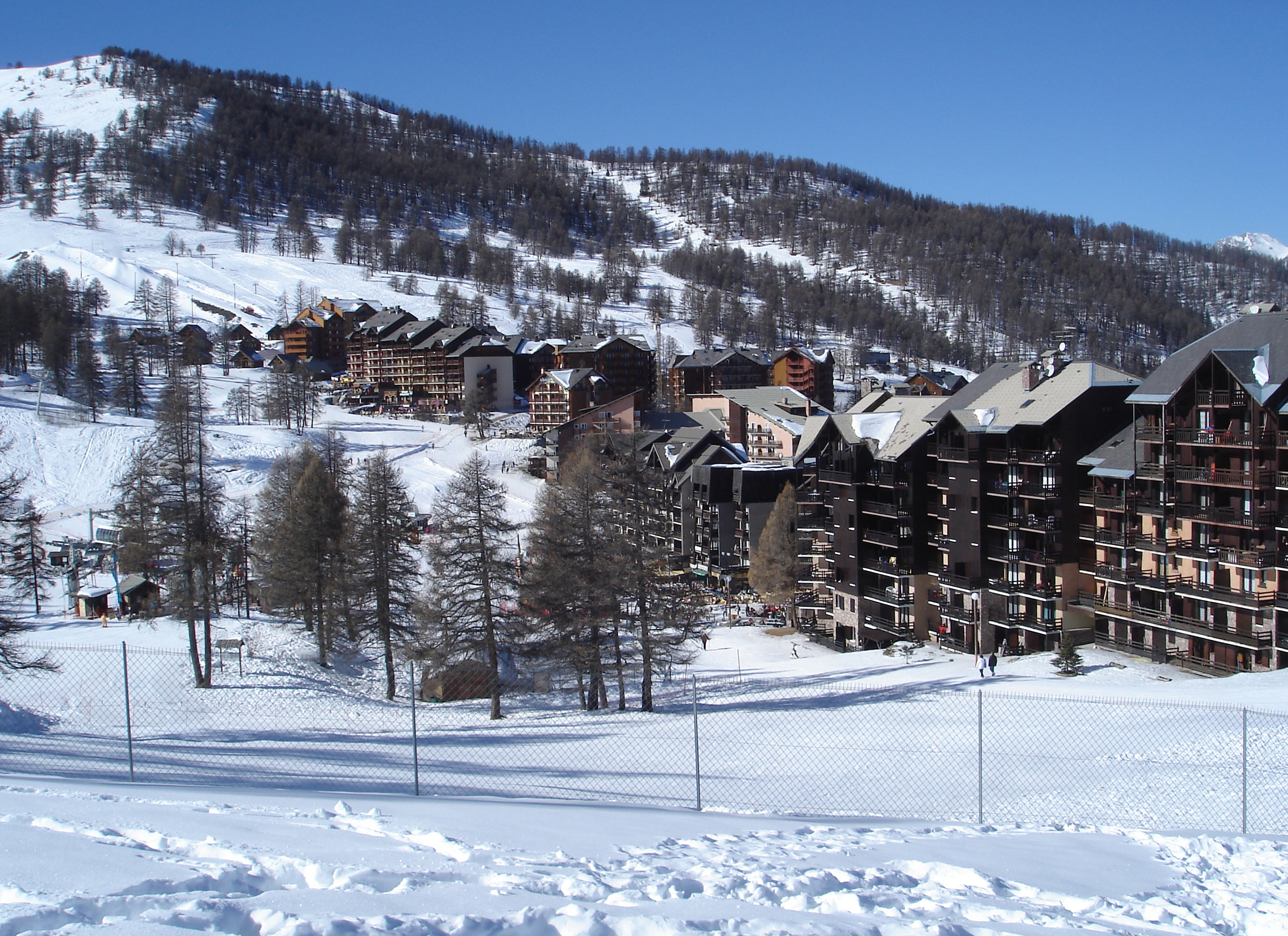
リズールのスキー場
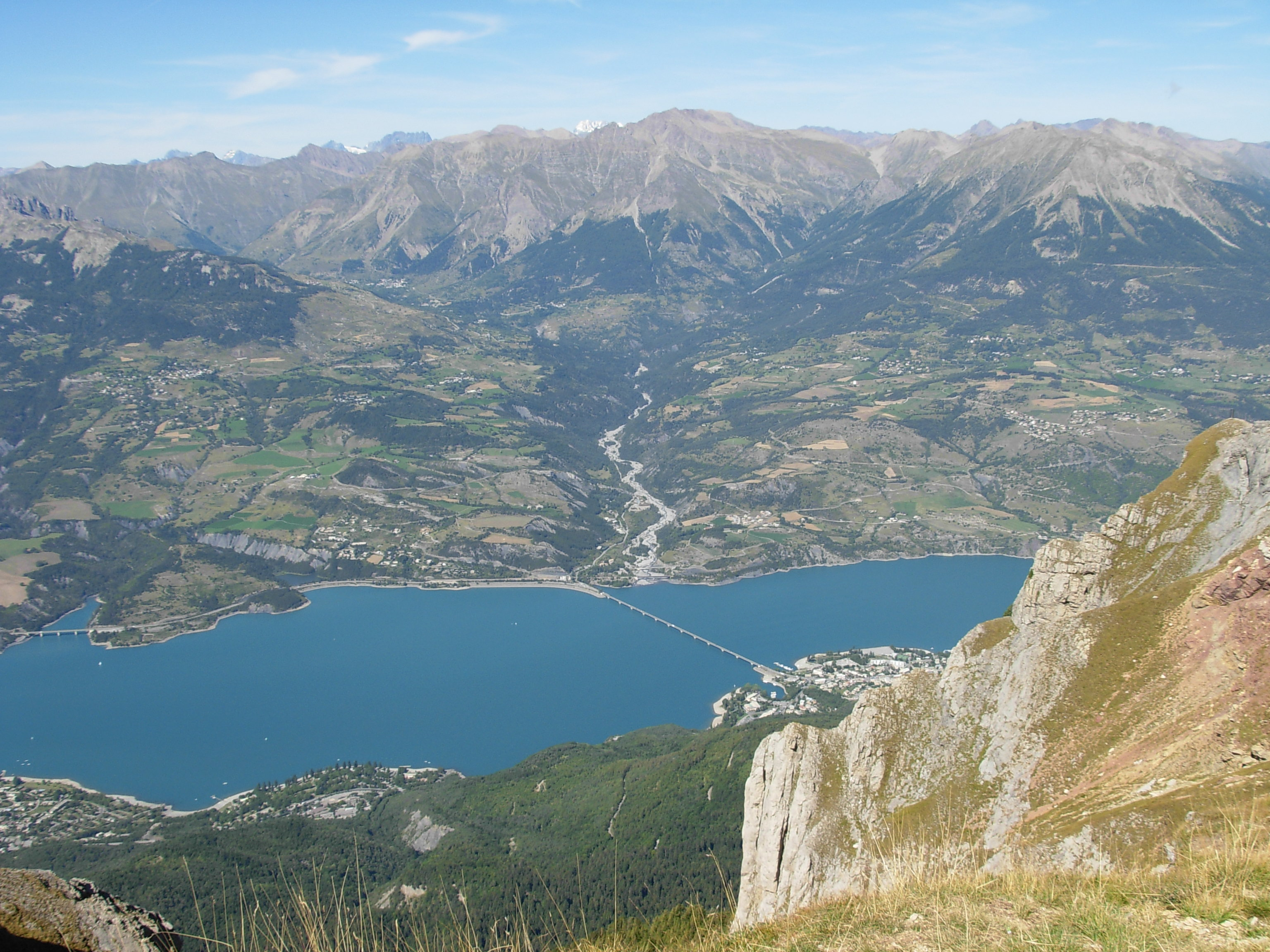
セール＝ポンソン湖
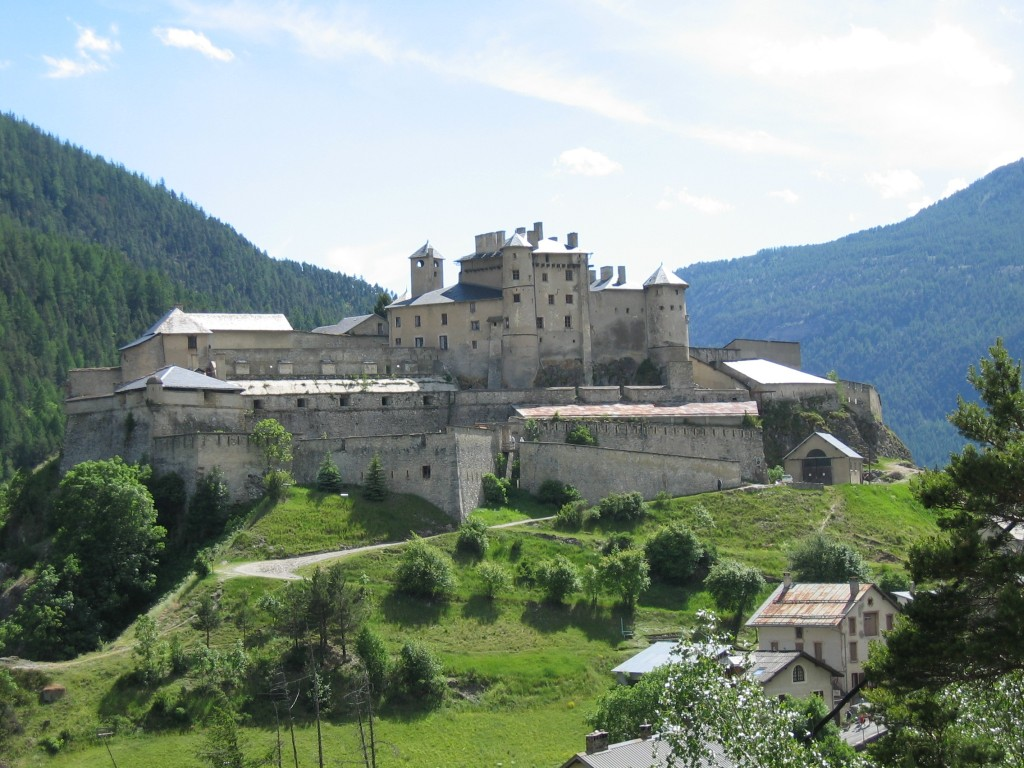
フォール・ケイラ
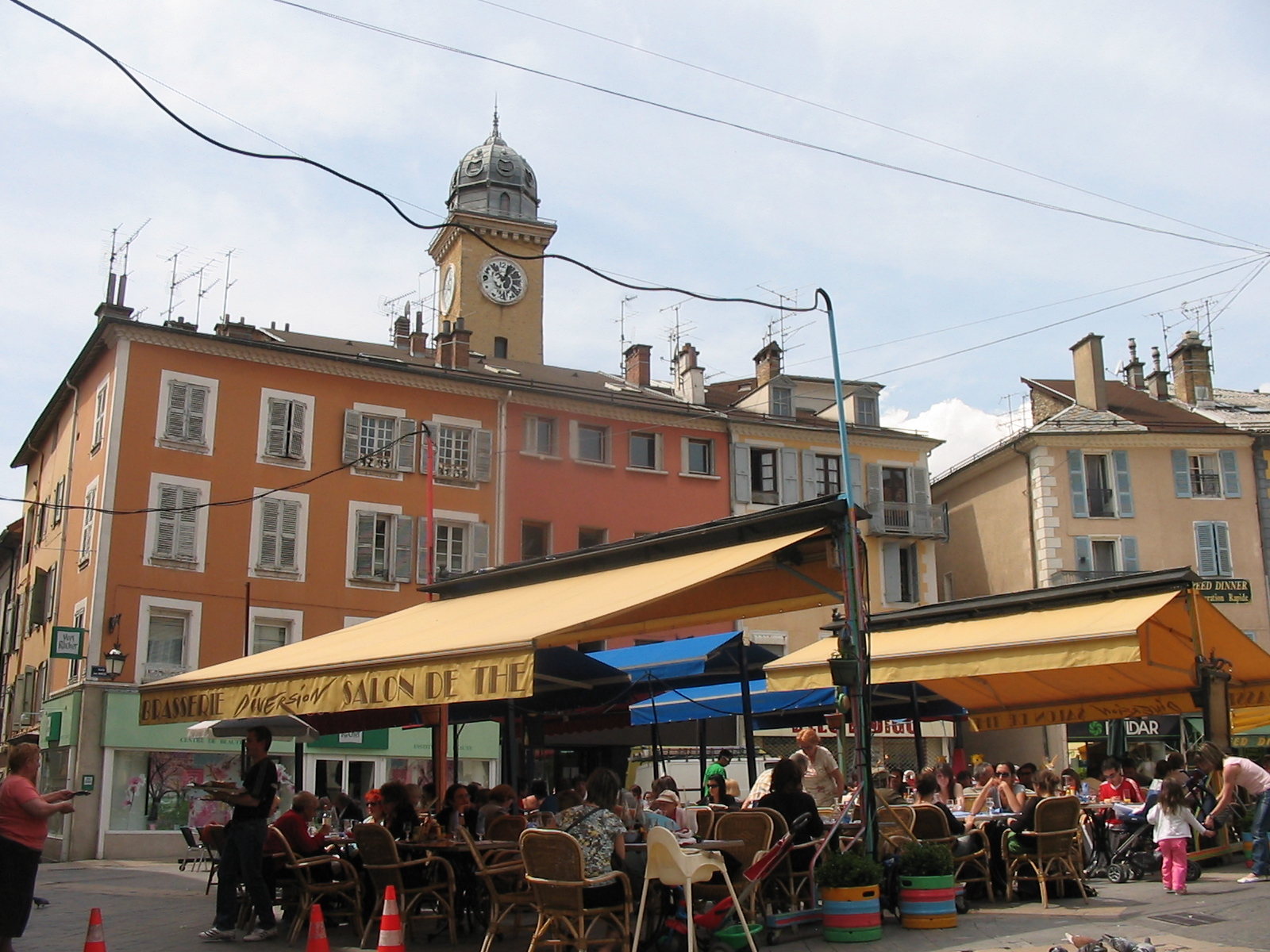
ギャップ

## 人口統計
オート＝アルプ県は国内有数の人口密度が低い県である。1950年代に最小を記録した後、人口は以来着実に伸びている。この人口の増加は主としてギャップの町に利益をもたらした。ギャップには県人口の約30%が集まっている。またデュランス川流域とビュエック谷に集中するコミューンも重要である。
人口の増減
| 1791年  | 1801年  | 1806年  | 1821年  | 1826年  | 1831年  | 1836年  | 1841年  | 1846年  | 1851年  |
| 120,485 | 112,500 | 124,771 | 121,418 | 125,329 | 129,102 | 131,162 | 132,584 | 133,100 | 132,038 |
| 1856年  | 1861年  | 1866年  | 1872年  | 1876年  | 1881年  | 1886年  | 1891年  | 1896年  | 1901年  |
| 129,556 | 125,100 | 122,117 | 118,898 | 119,094 | 121,787 | 122,924 | 115,522 | 113,229 | 109,510 |
| 1906年  | 1911年  | 1921年  | 1926年  | 1931年  | 1936年  | 1946年  | 1954年  | 1962年  | 1968年  |
| 107,498 | 105,083 | 89,275  | 87,963  | 87,566  | 88,210  | 84,932  | 85,067  | 87,436  | 91,790  |
| 1975年  | 1982年  | 1990年  | 1999年  | 2006年  | 2011年  | -       | -       | -       | -       |
| 97,358  | 105,070 | 113,300 | 121,631 | 130,752 | 138,605 | -       | -       | -       | -       |